# شهرستان آندروپوفسکی
شهرستان آندروپوفسکی (به لاتین: Andropovsky District) یک شهرستان در روسیه است که در سرزمین استاوروپول واقع شده‌است.